# Załucze
Załucze – wieś w Polsce, położona w województwie lubelskim, w powiecie lubelskim, w gminie Niedrzwica Duża.
| SIMC    | Nazwa   | Rodzaj    |
| ------- | ------- | --------- |
| 0387192 | Golgota | część wsi |

W latach 1975–1998 wieś administracyjnie należała do ówczesnego województwa lubelskiego.
Wieś stanowi sołectwo gminy Niedrzwica Duża. Według Narodowego Spisu Powszechnego z roku 2011 wieś liczyła 284 mieszkańców.
Wierni Kościoła rzymskokatolickiego należą do parafii św. Bartłomieja Apostoła w Niedrzwicy Kościelnej.